# ۱۲۲۴ (قمری)
۱۲۲۴ (قمری)، هزار و دویست و بیست و چهارمین سال در گاهشماری هجری قمری است. اول محرم این سال برابر با شانزدهم فوریه سال ۱۸۰۹ میلادی است.

## رویدادها
- ۲۵ محرم – امضای پیمان مودت در تهران میان حکومت فتحعلی‌شاه قاجار و پادشاهی متحد بریتانیای کبیر و ایرلند